# 三劍樓隨筆
《三劍樓隨筆》是香港《大公報》1956年10月23日推出的专栏，至1957年1月30日结束，由当时倍受欢迎的“新派”武侠小说家梁羽生、金庸、百剑堂主三人合作开设，基本上是每日一篇，三人轮流，话题不限。共得文八十五篇，后由香港文宗出版社结集出版。

## 《大公报》的预告
1956年10月22日，香港《大公报》“大公园”版面
自梁羽生先生的《龙虎斗京华》、《草莽龙蛇传》、《七剑下天山》；金庸先生的《书剑恩仇录》、《碧血剑》；百剑堂主的《风虎云龙传》等武侠小说在本港各报连载后，大受读者欢迎，成为武侠小说中一个新的流派。现在我们约得这三位作者给“大公园”用另一种笔法撰写散文随笔，日内刊出，敬请读者们注意。——编者

## “三剑楼随笔”专栏目次
“三剑楼随笔”预告刊出的次日，是百剑堂主的一篇带有“序言”性质的文章，此后相继是金庸和梁羽生的文章，而梁羽生的文章之后，则又是百剑堂主的一篇文章。这“百、金、梁”的顺序，一直保持到1957年1月2日，才因故变成了“百、梁、金”。统揽这个“三剑楼随笔”专栏，期间虽偶有断稿，但从未出现一人连续见报两篇文章的情况。以下是详细目次，由中国中国国家图书馆的于鹏先生提供：
56.10.23　正传之前的闲话（百剑堂主）
56.10.24　《相思曲》与小说（金庸）
56.10.24　凌未风·易兰珠·牛虻（梁羽生）
56.10.26　鲁迅与副刊（百剑堂主）
56.10.27　看李克玲的画（金庸）
56.10.28　才华绝代纳兰词（梁羽生）
56.10.30　阿飞·太阳族·十四K党（百剑堂主）
56.10.31　钱学森夫妇的文章（金庸）
56.11.01　闲话杨朱一局棋（梁羽生）
56.11.02　忽见风云读此书——纳塞尔的革命哲学（百剑堂主）
56.11.03　费明仪和她的歌（金庸）
56.11.04　翩翩浊世佳公子，富贵功名总等闲——再谈容若的词（梁羽生）
56.11.06　我想玛丽莲·梦露（百剑堂主）
56.11.07　围棋杂谈（金庸）
56.11.08　纳兰容若的武艺（梁羽生）
56.11.09　人非草木话《诗经》（百剑堂主）
56.11.10　顾梁汾赋“赎命词”（金庸）
56.11.11　谈杨官璘的残棋（梁羽生）
56.11.13　“诗”与情（百剑堂主）
56.11.14　快乐与庄严——法国影人谈中国人（金庸）
56.11.15　精研中国学问的外国人——谈各国汉学家在巴黎的会议（梁羽生）
56.11.16　有关《诗经》的种种——兼答读者（百剑堂主）
56.11.17　郭子仪的故事（金庸）
56.11.19　香港翻版书之怪现象（梁羽生）
56.11.20　乾亨行·杨衢云（百剑堂主）
56.11.21　代宗·沈后·升平公主（金庸）
56.11.22　梦的化装（梁羽生）
56.11.23　风雷巨笔话“南乔”（百剑堂主）
56.11.24　马援见汉光武（金庸）
56.11.25　黄粱梦醒已三生（梁羽生）
56.11.26　取销例假述“乌龙”（百剑堂主）
56.11.28　马援与二徵王（金庸）
56.11.29　围棋圣手吴清源（梁羽生）
56.11.30　老《大公报》的闲评（百剑堂主）
56.12.01　《无比敌》有什么意义（金庸）
56.12.02　怪梦不怪（梁羽生）
56.12.04　陆铿其人（百剑堂主）
56.12.05　《无比敌》有什么好处（金庸）
56.12.06　辩才无碍说玄奘（梁羽生）
56.12.07　吟诗作对之类（百剑堂主）
56.12.08　历史性的一局棋（金庸）
56.12.09　闲话怪联（梁羽生）
56.12.11　马坚先生谈猪（百剑堂主）
56.12.12　也谈对联（金庸）
56.12.13　棋坛历史开新页——写在全国象棋大比赛之前（梁羽生）
56.12.14　裁笺倍忆寄书人（百剑堂主）
56.12.15　月下老人祠的签词（金庸）
56.12.16　从香港小说谈到阮郎的《格罗珊》（梁羽生）
56.12.18　不亦快哉！（百剑堂主）
56.12.19　舞蹈杂谈（金庸）
56.12.20　剩挥热泪哭萧红（梁羽生）
56.12.21　不爱白脸假斯文（百剑堂主）
56.12.22　书的“续集”（金庸）
56.12.23　纵谈南北棋坛——并预测全国象棋比赛的名次（梁羽生）
56.12.25　好歌善舞的广东人（百剑堂主）
56.12.26　圣诞节杂感（金庸）
56.12.27　谈陈凡的几首旧诗（梁羽生）
56.12.28　马思聪喜得佳琴（百剑堂主）
56.12.29　谈各国象棋（金庸）
56.12.30　永久佳话在棋坛——谈何顺安“历史性的一局棋”（梁羽生）
57.01.01　黄宾虹的题画诗（百剑堂主）
57.01.03　谈棋手的实力——敬答何鲁荫先生（梁羽生）
57.01.04　从“小梅的梦”谈起（金庸）
57.01.05　云鬟玉腿马师曾（百剑堂主）
57.01.06　爱之神的神话（梁羽生）
57.01.08　民歌中的讥刺（金庸）
57.01.09　广东人与中国电影（百剑堂主）
57.01.10　水仙花的故事（梁羽生）
57.01.11　最近的三台京戏（金庸）
57.01.12　齐白石之诗（百剑堂主）
57.01.13　世界最长的史诗（梁羽生）
57.01.15　摄影杂谈（金庸）
57.01.16　巴金论粤片五星——吴楚帆、白燕、红线女、张活游、周志诚（百剑堂主）
57.01.17　数学与逻辑（梁羽生）
57.01.18　从一位女明星谈起（金庸）
57.01.19　再记齐白石之诗（百剑堂主）
57.01.20　杀父娶母情义综（梁羽生）
57.01.22　圆周率的推算（金庸）
57.01.23　傅青主不“武”而“侠”（百剑堂主）
57.01.24　读苏联的小说（梁羽生）
57.01.25　谈谜语（金庸）
57.01.26　郁达夫主要的一面——美人香草闲情赋　岂是《离骚》屈宋心（百剑堂主）
57.01.27　一部嘲讽武侠小说的小说（梁羽生）
57.01.29　“大国者下流”（金庸）
57.01.30　歇歇手　加加油——《三剑楼随笔》跋（百剑堂主）

## 《三剑楼随笔》出版情况
“三剑楼随笔”专栏结束之后，三位作者对各自的文章进行了一定的整理、完善工作，同年（1957年）五月由香港文宗出版社付梓印行。该版本删去了梁羽生的一篇文章和百剑堂主的七篇文章。大概十年之后，又出现了香港三育图书文具公司的版本。1988年，出现了台湾风云时代出版公司的版本。1997年，出现了上海学林出版社的版本。这些版本都是由文宗出版社的版本衍生而来的，篇目完全一致。

## 《三剑楼随笔》研究情况
相对金庸和梁羽生武侠小说的研究情况而言，学界对《三剑楼随笔》的研究无疑是非常薄弱的。较知名的文章只有以下三篇：
陈永康〈金庸、梁羽生、百剑堂主〉，
马幼垣〈从“三剑楼随笔”看梁羽生、金庸、百剑堂主在五十年代中期的旨趣〉，
渠诚（私家侦探）〈回首重读“三剑楼”〉。